# Wüsting
Wüsting is een plaats en voormalige gemeente in de Duitse deelstaat Nedersaksen, en maakt sinds 1972 deel uit van de gemeente Hude (Oldb) in het Landkreis Oldenburg.

## Indeling van de voormalige gemeente
De voormalige gemeente bestaat uit acht dorpen en gehuchten, te weten:
- Wüsting- dorp
- Grummersort
- Hemmelsberg
- Holle (met een uit 1277 daterend, thans evangelisch-luthers, oorspronkelijk aan St. Dionysius gewijd dorpskerkje)
- Holler-Neuenwege
- Oberhausen
- Tweelbäke[1] (oostelijk deel) bij het Kreuz Oldenburg-Ost
- Wraggenort.

## Ligging, infrastructruur
Wüsting ligt op de grens van laaggelegen polderland, typerend voor de Wezerdelta, en het 20-40 meter boven zeeniveau gelegen nationaal park Naturpark Wildeshausener Geest, met een afwisselend landschap van hoogveen, heide, beekdalen en dennenbos.
Wüsting ligt ten westen van het hoofddorp van de gemeente, Hude, en ten oosten van de stad Oldenburg. De afstand tot beide plaatsen is circa 8 kilometer.

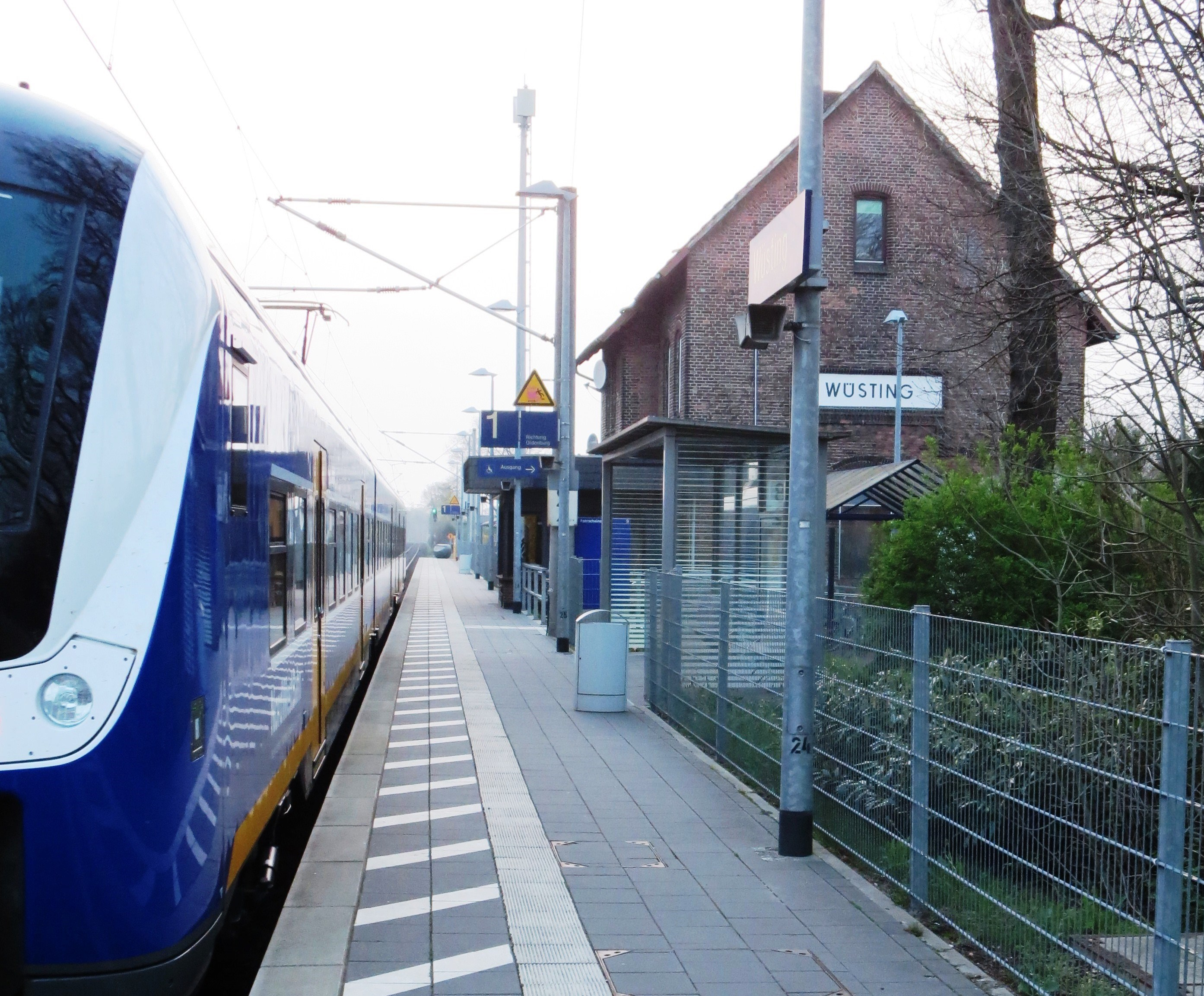
Station
Lijnennetkaart S-Bahn van Bremen.

Wüsting heeft een klein station aan de Spoorlijn Oldenburg - Bremen. De treinen, die er rijden, zijn van lijn RS 3 van de S-Bahn van Bremen. Zie geheel links op de lijnennetkaart, groene lijn.
Hemelsbreed ruim 5 km ten westen van Wüsting, bij Tweelbäke-Ost, ligt Kreuz Oldenburg-Ost, een kruispunt van de Autobahn A28 en de Autobahn A29. Afrit 15 van de A29, Oldenburg-Hafen, 2 km ten noorden van dit knooppunt, biedt de mogelijkheid om naar Wüsting te rijden (circa 5 km oostwaarts).